# Gymnothorax kontodontos
Gymnothorax kontodontos es una especie de pez de la familia de los morénidas en el orden de los Anguilliformes.

## Distribución geográfica
Se encuentran en las Islas de la Línea.